# Конституція Чорногорії 1905 року
Конституція Князівства Чорногорія (серб. Устав за Књажевину Црну Гору / Ustav za Knjaževinu Crnu Goru) — історично перша конституція, що діяла на території князівства, потім королівства Чорногорія в 1905 — 1918 роках. Відома також під назвою «Нікольданська конституція» (серб. Никољдански устав) оскільки була октройована князем Ніколою I Петровичем в День святителя Миколая. Конституція формально припинила свою дію після прийняття Великою народною Скупщиною 26 листопада 1918 року рішення про позбавлення влади династії Петровичів-Негошів і об'єднанні Чорногорії з Сербією в Королівство Сербів, Хорватів і Словенців.

## Октроювання конституції

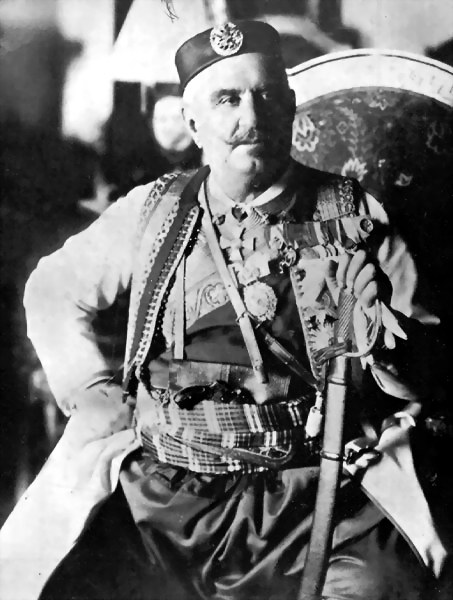
Князь Нікола I Петрович, що октроював конституцію

Після закінчення Російсько-турецької війни 1877—1878 років, за підсумками якої територія Чорногорського князівства збільшилася більш ніж в два рази, уряд князя Ніколи I Петровича-Негоша взяв курс на послідовну модернізацію країни, будівництво доріг, розвиток освіти і вдосконалення адміністративної системи. Однак реалізація цих проєктів просувалася вкрай повільно і непрофесійно: політика уряду не знаходила розуміння у патріархальному середовищі основної маси підданих, неухильно зростав бюрократичний апарат, який вимагав все нових бюджетних витрат, у самому уряді почастішали розтрати і розкрадання державних коштів. При цьому судова система, покликана захищати основні права і свободи підданих, не мала чіткої регламентації своєї діяльності і була укомплектована людьми без спеціальної освіти або досвіду судової роботи. Будь-які прояви опозиції правлячому режиму каралися тюремним ув'язненням в найтяжчих умовах, часто без будь-якого судового розгляду і на невизначений термін. Такий стан справ, за словами сучасника, «погано розумівся народом і виробляв у ньому глухе невдоволення».
У самому кінці 1902 року князь Нікола I почав масштабну реформу судово-адміністративної системи, для реалізації якої прийнято ряд законодавчих актів. В ході реформи була чітко встановлена підсудність Верховного («Великого») суду — відтепер він став вищим апеляційним судом князівства, а весь його колишній склад був замінений молодими людьми з вищою юридичною освітою. Міністерство юстиції також очолив молодий юрист-чорногорець. Був прийнятий закон «Про княжий уряд», який визначив порядок його формування та компетенцію, і аналогічний закон про Державну раду. Новий розлогий закон про чиновників чітко визначив їх права і обов'язки, порядок проходження державної служби та виходу на пенсію, а також ввів табель про ранги, що складався з 9-ти чинів. Спеціальним законом відтепер встановлювався порядок спадкування князівського престолу. Були засновані інститути державного бюджету і головного державного контролю, в завдання якого, за твердженням самого князя Ніколи I, входило «строго спостерігати, щоб народна копійка не загубилася і не витратилася марно». Нове положення про общинне самоврядування 1903 року фактично скасувало його, звівши муніципальні органи управління до положення нижчої ланки князівської адміністрації.
Певні успіхи в удосконаленні системи управління і встановлення своєрідною законності в країні були досягнуті на тлі погіршення соціально-економічного становища населення, наслідком чого, зокрема, стало збільшення потоку трудової міграції чорногорців в інші країни (перш за все, в США). Невдоволення підданих посилилося і внаслідок збільшення податків і торгових мит, а також введення в 1903 році державної тютюнової монополії, відданої на відкуп італійцям.
|                                                   | Дорогі мої чорногорці ... якщо людина вважається членом освіченого людства, то він повинен бути і вільним громадянином; так думає ваш старий князь і государ, який з цими почуттями народився, зріс і залишився |
| — Із прокламації Ніколи I від 18 жовтня 1905 року | |

За цих умов князь Нікола I зробив крок, сприйнятий багатьма як щось неймовірне і незрозуміле: він вирішив дарувати своїм підданим конституційний устрій, який гарантував би значне збільшення їх громадянських і політичних прав. Для цієї мети в Сербське королівство був посланий один з вчителів гімназії із завданням вивчити сербські конституції і провести необхідні консультації. Через три тижні він повернувся, ймовірно, вже з готовим проєктом чорногорської конституції. 18 жовтня 1905 року побачила світ княжа прокламація, в якій Нікола I сповістив своїм підданим про скликання в день Святого Миколая всенародної Скупщини для того, щоб спільно з урядом вирішити, «що буде найкраще для справжнього і здорового розвитку» держави. Одночасно з прокламацією був виданий указ про вибори 14 листопада того ж року депутатів зазначеної в прокламації Скупщини, відкриття якої мало відбутися 4 грудня. У призначений день відбулися вибори, в ході яких, відповідно до виборчого закону, від кожної капітанії (а їх в той час налічувалося в Чорногорії більше 50), а так само від міст, що мають понад 3000 населення, і міст Цетинє, Подгориця, Никшич і Ульцинь було обрано по одному депутату (в цілому 61 депутат від приблизно 200 000 підданих Чорногорії).
Обрана всенародна Скупщина, в завдання якої фактично входило лише формальне затвердження того, що представить їй князь Нікола Петрович, зібралася на своє перше засідання 3 грудня 1905 року. На цьому засіданні були обрані голова та секретарі Скупщини. 6 грудня о 12.00 князь Нікола I відкрив урочисте зібрання Скупщини в «Зетському домі» в Цетинє, на якому в присутності членів князівської родини і княжого уряду, православного митрополита, католицького архієпископа і мусульманського муфтія зачитав за листками, що подавав йому спадкоємець престолу Данило, урочисту промову про дарування своїм підданим конституції. Промова ця завершувалася княжою присягою такого змісту:
«Перед лицем Господа Бога, всіх ангелів і святителів і перед представництвом дорогого мені народу клянусь, що буду керувати за конституцією і законами країни і у всіх діях буду переслідувати благо і щастя мого народу, в чому присягаю по правді; Хай допоможе мені Бог, якому буду відповідати на страшному суді.».
Крім іншого, в своїй промові князь Нікола згадав і про необхідність збільшення державних витрат, обумовлених введенням конституційного правління, яке вимагало залучення великої кількості фахівців зі сфери законотворчості.

## Структура конституції
Конституція складалася з короткої преамбули, в якій князь і господар Нікола I «давав і проголошував цю конституцію для князівства Чорногорії», і 222-х статей, розділених на 16 відділів. Перші п'ять відділів встановлювали форму правління і конституційно-правове становище глави держави (князя), народної Скупщини, уряду і державної ради, відділи VI—VII містили основні положення, що регулюють діяльність армії, церкви, школи і благодійних установ, відділ VIII встановлював конституційно-правові принципи здійснення судової влади, відділи IX—XI були присвячені державним фінансам, державному майну та державному контролю, відділ XII конституював основні принципи діяльності місцевого самоврядування та юридичних осіб, а відділ XIII визначав принципи проходження державної служби, і тільки в відділі XIV були визначені конституційні права чорногорських громадян. Відділи XV і XVI містили норми про зміни і доповнення конституції, а також перехідні положення.

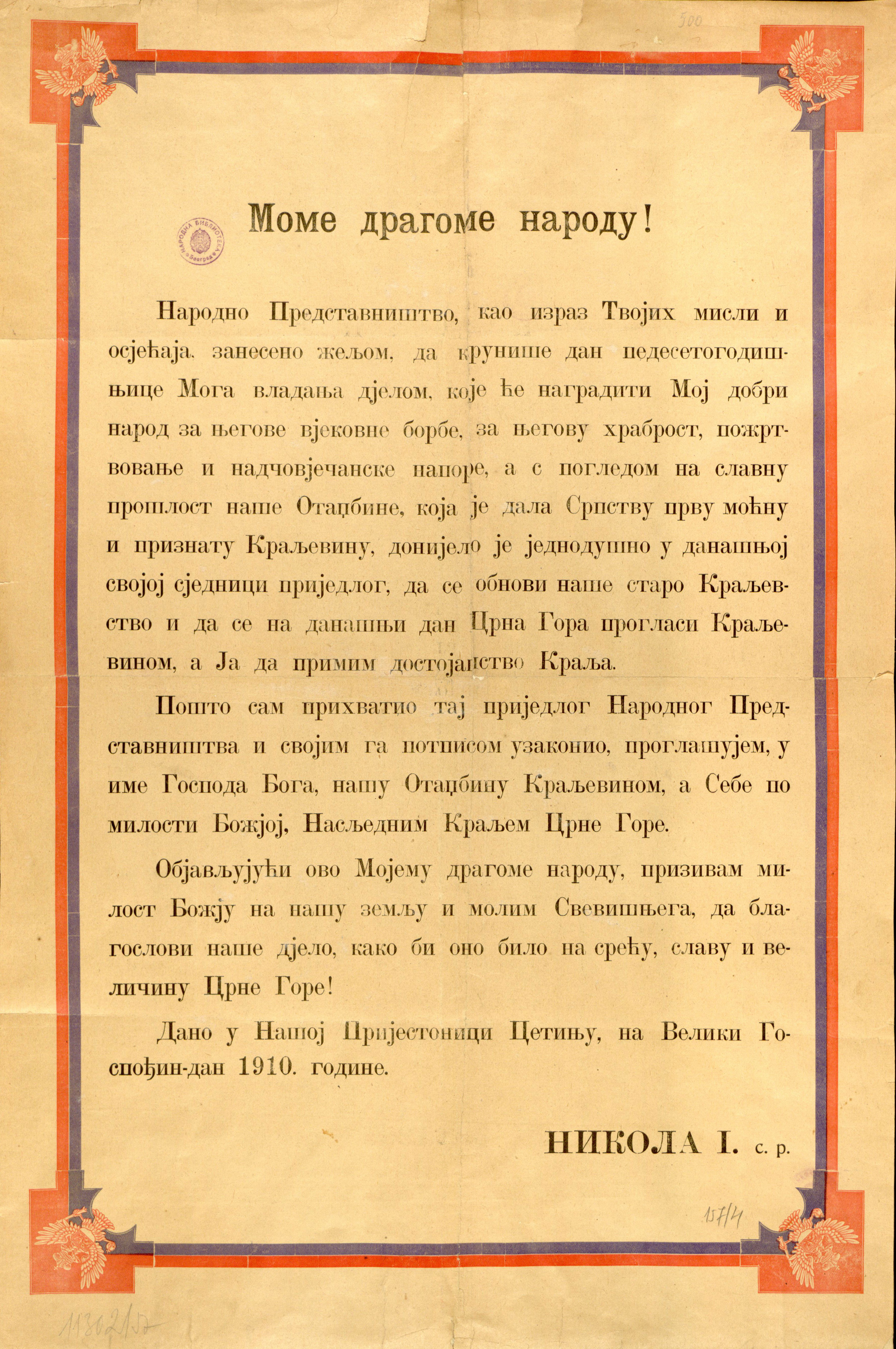
Прокламація про проголошення Чорногорії королівством

## Зміст конституції

### Система органів державної влади і контролю
- Глава держави. Згідно зі статтями 1, 2, 156 Конституції, главою держави був Князь-Господар, що передавав свою владу у спадок і здійснював її відповідно до конституції; він мав особисту недоторканність, юридичний імунітет і звільненням від сплати податків. Князь здійснював законодавчу владу спільно із Народною Скупщиною, підписуючи і публікуючи прийняті нею закони (статті 3-4). Князь мав право призупинити діяльність Народної Скупщини на термін до трьох місяців протягом однієї сесії, а також мав право розпустити її з умовою, що нові вибори повинні були пройти не пізніше ніж у наступні 4 місяці, а новообрана Скупщина повинна була бути скликана не пізніше 6-ти місяців з дати розпуску попередньої (стаття 66). Князь був захисником всіх визнаних віросповідань, верховним командувачем військом, присвоював в установленому порядку військові чини, нагороджував орденами і титулами, призначав усіх державних чиновників, представляв країну в міжнародних відносинах, мав право оголошення амністії і помилування у кримінальних покарань (статті 5-13). Князь і його Дім повинні сповідувати православ'я, княжа влада передавалася у спадщину старшому нащадку чоловічої статі (Статті 14, 19). 15 серпня 1910 року був прийнятий закон, відповідно до якого Чорногорія проголошувалася королівством, а князь Нікола Петрович — наслідною милістю Божою королем Чорногорії.[3]
- Законодавчі органи. Відповідно до статей 3 і 71 Конституції, законодавча влада здійснювалася Князем і Народною Скупщиною. Народна Скупщина обиралася на 4 роки і скликалася Князем щорічно в день Святого Луки (18 жовтня), в екстрених випадках Князь міг скликати надзвичайне засідання Скупщини. До складу Народної Скупщини входили обрані народом представники, а також митрополит Чорногорський, архієпископ Барський, чорногорський муфтій, голова і члени Державної ради, голова Верховного суду, голова Головного державного контролю і три бригадири, що призначалися Князем (статті 42-45). Народні представники обиралися до Скупщини за допомогою прямих виборів по одному від кожної капітанії, кожного обласного міста і міста Ульциня. Правом голосу володів кожен повнолітній чорногорський підданий, за винятком засуджених на тюремне ув'язнення, діючих військових і ще кількох категорій. До складу Скупщини могли обиратися піддані не молодше 30-ти років, які постійно мешкали в Чорногорії, не обмежені в правах і платили не менше 15 крон податків в рік, за винятком поліцейських чиновників (статті 46-50, 53, 54). Жоден закон не міг бути прийнятий, змінений, скасований або офіційно витлумачений без згоди Народної Скупщини. Законопроєкти вносилися в Скупщину тільки урядом, після чого попередньо розглядалися відповідною комісією Скупщини, яка мала право вимагати від уряду відповідні роз'яснення. Сама Скупщина також мала право викликати на своє засідання міністрів або їх повірених для отримання необхідних роз'яснень (статті 73, 78, 82-86). Певними повноваженнями у сфері законодавства володіла Державна рада яка призначалася Князем в складі 6-ти членів, і попередньо розглядала законопроєкти, внесені урядом Скупщині і давав висновки на проєкти, запропоновані Скупщиною уряду (Статті 118, 120).[1][2]
- Виконавчі органи. Відповідно до статей 104—105, виконавча влада здійснювалася міністерською радою (урядом), що знаходилась безпосередньо під владою Князя, який призначав і звільняв міністрів на свій розсуд. Міністри при вступі на посаду складали присягу Князю. Голова уряду призначався Князем. Встановлювалася контрасігнатура відповідних міністрів, які були відповідальними перед Князем і Народною Скупщиною (Статті 106—108). Міністри і призначені князем повірені уряду мали право бути присутніми на засіданнях Народної Скупщини без права голосу і брати участь в обговоренні питань порядку денного. Скупщина зобов'язана вислухати міністра, який побажав виступити з будь-яким заявою (статті 79-81).[1][2]
- Судові органи. Згідно зі статтями 143—144, судову систему Чорногорії становили Верховний (Високий) суд, обласні та капітанські суди; в певних визначених законом містах, функції капітанського суду першої інстанції виконували громадські суди. Всі судді призначалися Князем, їх діяльність регулювалася законом про суддів (Стаття 145). Певними судовими повноваженнями володіла Державна рада, до компетенції якої входили розгляд і винесення рішень за скаргами на рішення міністрів і за скаргами на порушення підзаконними актами гарантованих законом прав приватних осіб або майнових інтересів держави. Крім того, він був уповноважений вирішувати суперечки між адміністративними органами, а так само між судовими та адміністративними органами, а також судити державних чиновників за вчинення дисциплінарних проступків (Стаття 120).[1][2]
- Контрольні органи. Для контролю витрат державного бюджету стаття 170 засновувала спеціальний державний орган — Головний державний контроль. Він складався з голови і двох членів, які призначалися Скупщиною зі списку кандидатів, запропонованих Державною радою (Стаття 171). Всі адміністративні органи і чиновники, а також інші особи, які здійснювали витрачання коштів державного бюджету, представляли в Головний державний контроль відповідні звіти. Головний державний контроль визначав відповідність цих витрат видаткових статей прийнятому Скупщиною бюджету і після закінчення бюджетного року представляв їй загальний звіт про виконання бюджету зі своїми коментарями (Статті 173—174). Певними контрольними повноваженнями володіла Державна рада, до компетенції якої входило затвердження надзвичайних і окремих особливо великих бюджетних витрат, схвалення договорів між державою і приватними особами та затвердження надзвичайних державних позик в разі неможливості скликання Скупщини, а також ухвалення рішення про продаж державної і муніципальної нерухомості. Державна рада могла зажадати у Головного державного контролю будь-які звіти про державні видатки і була уповноважена розглядати скарги на незаконність його рішень (Стаття 120).[2]

### Конституційне регулювання інших суспільних інститутів

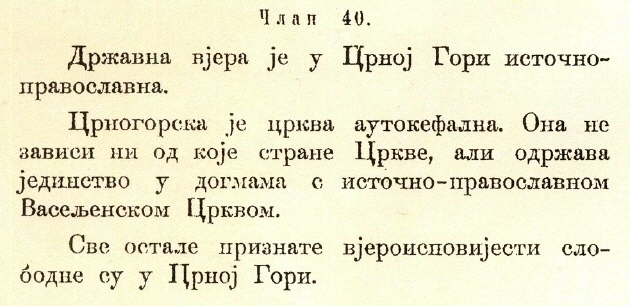
Стаття 40 Конституції

- Армія. Конституція закріпила загальну військову повинність чорногорців (стаття 122). Безпосереднє управління військом здійснював відповідно до спеціального закону Князь, який згідно зі статтею 5 Конституції був «головним володарем усього війська». Конституція визначала підсудність військових судів щодо осіб, які перебувають на дійсній військовій службі, тільки розглядом кримінальних справ (статті 124—126).[2]

- Церква. Конституція встановила в якості державної релігії східно-православну віру і закріпила автокефалію Чорногорської православної церкви, догматично єдиної зі східно-православної вселенською церквою. Поряд з цим, конституція гарантувала свободу всім іншим віросповіданням (статті 40, 128). Управління внутрішніми справами православної церкви було закріплено за чорногорської митрополією і архієрейським собором, римсько-католицької церкви — за Барським архієпископством, мусульманської громади — за чорногорським муфтієм . Духовні влади всіх визнаних віросповідань були передані під нагляд міністра народної освіти і церковних справ (статті 129, 130, 134). Конституція забороняла будь-яку діяльність, спрямовану проти східно-православної віри в Чорногорії, перш за все, навернення православних в іншу віру (прозелітизм) (стаття 136).[1][2]
- Школа. Початкова освіта оголошувалася обов'язковою і безкоштовною в публічних початкових школах. Всі загальноосвітні заклади перебували під наглядом міністра народної освіти і церковних справ (стаття 138—139).[2]
- Місцеве самоврядування. Відповідно до статті 37, територія Чорногорії ділилася на області, області на капітанії, а останні на громади. Конституція гарантувала громадам право на місцеве самоврядування, здійснюване общинним зборами, общинним комітетом і кметівським судом.[1][2]

### Основні права і свободи громадян
Конституція гарантувала всім підданим Чорногорії рівність перед законом і недоторканність особи (статті 196—199). У сфері кримінального судочинства конституція встановлювала право обвинувачених на судовий захист і право на розгляд справи в належному суді. Перелік правопорушень і відповідних їм покарань повинен був бути чітко встановлений законом (статті 152, 200—202). Конституція скасувала застосування смертної кари за «суто політичні справи», за винятком замаху на життя глави держави і членів його сім'ї, а також випадків, коли смертна кара передбачена законами воєнного часу (стаття 203). У сфері майнових відносин конституція гарантувала підданим недоторканність житла, право на приватну власність, а також заборону конфіскації майна в якості покарання, так само як його вилучення для суспільних потреб, крім прямо встановлених законом випадків (статті 203—207).
Крім того, конституція встановила гарантії свободи совісті та віросповідання, свободи слова та свободи преси, заборонила цензуру (статті 208—210). Гарантувалася недоторканність таємниці кореспонденції, яка могла бути обмежена лише у воєнний час і при розслідуванні злочинів (стаття 211). У політичній сфері конституція дарувала підданим свободу зібрань, свободу об'єднань, а також право подачі петицій і скарг (статті 212—214). Відповідно до статті 215, будь-який чорногорець міг вийти з чорногорського підданства за умови виконання всіх своїх зобов'язань перед державою та приватними особами.

## Порядок зміни конституції
Згідно зі статтею 218, конституція не могла бути скасована ні повністю, ні в частині. Зміна, доповнення або роз'яснення положень конституції могло бути здійснено тільки за пропозицією глави держави або Народної Скупщини. Пропозиція вносилася на розгляд Народної Скупщини і вважалася попередньо прийнятою, якщо за неї проголосували дві третини присутніх депутатів. Для остаточного прийняття пропозиції було необхідно, щоб за неї в такому ж порядку проголосували послідовно дві наступні чергові Народні Скупщини (статті 219—220).

## Реалізація та скасування конституції
«Перед лицем Господа Бога, всіх ангелів і святителів і перед представництвом дорогого мені народу клянусь, що буду керувати за конституцією і законами країни і у всіх діях буду переслідувати благо і щастя мого народу, в чому присягаю по правді; Хай допоможе мені Бог, якому буду відповідати на страшному суді. Амінь».
Перші вибори в Народну Скупщину пройшли 14 вересня 1906 року. 25 жовтня того ж року Скупщина розпочала свою роботу і її першим політичним актом стало висловлення недовіри уряду Лазара Міюшковіча. Князь прийняв відставку уряду 6 листопада (11 листопада за новим стилем), після чого за згодою зі Скупщиною призначив новий уряд на чолі з Марко Радуловичем.
Перша Народна Скупщина була розпущена 9 липня 1907 року, а новообрана Скупщина початку роботу 21 листопада того ж року. Вибори в Народну Скупщину третього скликання пройшли 27 вересня 1911, Скупщина приступила до роботи 1 грудня того ж року і була розпущена 25 жовтня 1913 року. Четверте скликання Народної Скупщини, що стало останнім в історії королівства, було обрано 11 січня 1914 року, приступило до роботи 28 січня того ж року, а завершило свою роботу 4 січня 1916 року.
Під час I Світової війни Чорногорія виступила на стороні Антанти і на початку 1916 року була окупована австро-угорськими військами. Король Нікола I втік до Італії. Це стало кінцем існування чорногорської конституційної монархії, дія конституції фактично була призупинена. Окупаційна влада скасувала багато конституційні права і свободи громадян, правосуддя відправлялося військово-польовими судами, політична активність населення жорстко придушувалася. Методичний грабіж і вивезення в Німеччину і Австро-Угорщину життєво важливих для країни ресурсів незабаром привело до загального зубожіння і голоду. Після капітуляції Австро-Угорщини і звільнення Чорногорії на початку листопада 1918 року розпочався політичний процес приєднання території королівства до Сербії. 26 листопада 1918 року в Подгориці зібралася Народна Скупщина Чорногорії й ухвалила рішення про позбавлення влади королівської династії Петровичів-Негошів, конфіскації всього королівського майна і приєднання Чорногорії до Сербії. Цей акт юридично закріпив скасування конституції Чорногорії 1905 року.

## Історичні джерела
- Конституция Черногории 1905. Интернет-библиотека конституций Романа Пашкова. Архів оригіналу за 23 січня 2021. Процитовано 30 липня 2015.
- Закон о проглашењу Књажевине Црне Горе за Краљевину. Njegos.org (серб.). Архів оригіналу за 30 листопада 2019. Процитовано 30 липня 2015.